# Большегородищенское сельское поселение
Большегороди́щенское се́льское поселе́ние — упразднённое муниципальное образование в Шебекинском районе Белгородской области.
Административный центр — село Большое Городище.
19 апреля 2018 года упразднено при преобразовании Шебекинского района в Шебекинский городской округ.

## История
Большегородищенское сельское поселение образовано 20 декабря 2004 года в соответствии с Законом Белгородской области № 159.

## Население
| 2010  | 2011  | 2012  | 2013  | 2014  | 2015  | 2016  |
| ----- | ----- | ----- | ----- | ----- | ----- | ----- |
| 1940  | ↗1941 | ↘1907 | ↘1896 | ↘1875 | ↗1884 | ↘1844 |
| 2017  | 2018  |       |       |       |       |       |
| ↘1805 | ↘1737 |       |       |       |       |       |

## Состав сельского поселения
| № | Населённый пункт | Тип населённого пункта       | Население |
| - | ---------------- | ---------------------------- | --------- |
| 1 | Александровский  | хутор                        | ↘26       |
| 2 | Большое Городище | село, административный центр | ↘724      |
| 3 | Протопоповка     | село                         | ↗354      |
| 4 | Селишко          | село                         | ↘51       |
| 5 | Стариково        | село                         | ↘219      |
| 6 | Стрелица-Вторая  | село                         | ↘238      |
| 7 | Тюрино           | село                         | ↘180      |
| 8 | Факовка          | хутор                        | ↘37       |
| 9 | Цепляево-Второе  | село                         | ↘111      |